# 文格利涅茨
文格利涅茨是波蘭的城鎮，位於該國西南部，距離首府弗罗茨瓦夫128公里，由下西里西亞省負責管轄，面積8.71平方公里，2006年人口3,072。第二次世界大戰期間，納粹德國在該鎮設立集中營。
51°17′18″N 15°13′32″E / 51.28833°N 15.22556°E